# Окологлоточное нервное кольцо

Диаграмма строения гипотетического древнего моллюска, предка всех современных моллюсков. Окологлоточное нервное кольцо обозначено буквой S.

Окологлоточное нервное кольцо — орган нервной системы некоторых многоклеточных, таких, как членистоногие, нематоды и т. д. Оно окружает переднюю часть пищевода.

## Развитие нервного кольца
Начало нервной системы простейшего типа отмечается у кишечнополостных. Причём первым этапом в её возникновении является дифференциация эпителиальных клеток в нейро-сенсорные элементы. Поверхность этих клеток выполняет роль рецептора, в то время как от их основания разветвляются нервные нити в сторону подлежащих мышечных клеток. Истинные нервные клетки, обладающие функцией проводимости, наблюдаются впервые также у кишечнополостных, у которых впервые появляются нейроны, секретирующие катехоламины.

## Строение
Окологлоточное нервное кольцо состоит из нейронов — электрически проводящих клеток нервной системы. Оно соединяется с брюшной нервной цепочкой c помощью нервных стволов. Нервное кольцо состоит из ганглиев.

## Нервное кольцо и животные
Нервное кольцо представлено в передней части тела у следующих типов животных:

### Плоские черви
Нервная система решётчатого типа, напоминает решётку. Состоит из парного мозгового ганглия и идущих от него нервных стволов, соединённых нервным кольцом.

### Нематоды
Нервная система нематод представлена окологлоточным нервным кольцом, окружающим переднюю часть пищевода. От кольца отходят нервные стволы вперёд и назад. Вперёд идут 6 коротких нервных веточек. Назад направляются тоже 6 стволов, среди которых наиболее мощные дорзальный и вентральный, проходящие в валиках гиподермы.